# Route du Sud 2015
La 39e édition de la Route du Sud a eu lieu du 18 au 21 juin 2015. La course fait partie du calendrier UCI Europe Tour 2015 en catégorie 2.1.
L'épreuve a été remportée par l'Espagnol Alberto Contador (Tinkoff-Saxo), vainqueur de la troisième étape, qui s'impose de 17 secondes devant le Colombien Nairo Quintana (Movistar) et 41 secondes sur le Français Pierre Latour (AG2R La Mondiale).
Le Français Bryan Coquard (Europcar), lauréat des deuxième et quatrième étapes, s'adjuge le classement par points tandis que le Colombien Daniel Martínez (Colombia) gagne celui de la montagne. Latour remporte le classement du meilleur jeune et la formation portugaise Rádio Popular-Boavista finit meilleure équipe.
De par son plateau et son palmarès, c'est l'une des éditions les plus suivies et les plus marquantes de l'histoire de la Route d'Occitanie (nouvelle appellation de la course depuis 2018).

## Présentation

### Parcours
La première étape cette Route du Sud relie Lourdes à Auch, sur 204 kilomètres vallonnés à travers les routes du Gers. Après une première partie d'étape relativement plate qui mène jusqu'au premier sprint intermédiaire de Marciac, la côte de Lupiac marque le début des difficultés. Une fois le sprint à l'Abbaye de Flaran passé, le final propose un enchaînement de petites côtes non répertoriées jusqu'à la côte de Lavardens.
Après une première étape longue, la deuxième étape propose un format plus concentré et nerveux entre Auch et Saint-Gaudens sur 141 kilomètres. En faux plat montant, elle relie la Gascogne au Piémont pyrénéen sur un tracé globalement plat quoique ponctué de petites difficultés autour de Boulogne-sur-Gesse.
La troisième étape est un classique de l'épreuve : l'étape reine Izaourt vers Bagnères-de-Luchon sur 181 kilomètres. Le premier passage à Bagnères-de-Luchon en fin de matinée marque le début des hostilités. La première ascension vers Peyragudes et le Haut-Balesta (1646 m) est suivie par celle, non moins exigeante, du col d'Azet (1580 m) et du Port de Balès.
La quatrième et dernière étape, sur 166 kilomètres entre Revel et Gaillac, mène le peloton vers l'Abbaye Saint-Michel au cœur de Gaillac.

### Équipes
Classée en catégorie 2.1 de l'UCI Europe Tour, la Route du Sud est par conséquent ouverte aux WorldTeams dans la limite de 50 % des équipes participantes, aux équipes continentales professionnelles, aux équipes continentales et aux équipes nationales.
Seize équipes participent à cette Route du Sud - cinq WorldTeams, six équipes continentales professionnelles et cinq équipes continentales :
| UCI WorldTeams    | UCI WorldTeams | UCI WorldTeams |
| Nom de l'équipe   | Pays           | Code           |
| ----------------- | -------------- | -------------- |
| AG2R La Mondiale  | France         | ALM            |
| Cannondale-Garmin | États-Unis     | TCG            |
| FDJ               | France         | FDJ            |
| Movistar          | Espagne        | MOV            |
| Tinkoff Saxo      | Russie         | TCS            |

| Équipes continentales professionnelles | Équipes continentales professionnelles | Équipes continentales professionnelles |
| Nom de l'équipe                        | Pays                                   | Code                                   |
| -------------------------------------- | -------------------------------------- | -------------------------------------- |
| Bretagne-Séché Environnement           | France                                 | BSE                                    |
| Caja Rural-Seguros RGA                 | Espagne                                | CJR                                    |
| Cofidis                                | France                                 | COF                                    |
| Colombia                               | Colombie                               | COL                                    |
| Cult Energy                            | Danemark                               | CLT                                    |
| Europcar                               | France                                 | EUC                                    |

| Équipes continentales  | Équipes continentales | Équipes continentales |
| Nom de l'équipe        | Pays                  | Code                  |
| ---------------------- | --------------------- | --------------------- |
| Armée de Terre         | France                | ADT                   |
| Auber 93               | France                | AUB                   |
| Marseille 13 KTM       | France                | M13                   |
| Murias Taldea          | Espagne               | MUR                   |
| Rádio Popular-Boavista | Portugal              | RPB                   |

### Favoris
L'Espagnol Alberto Contador (Tinkoff Saxo) et le Colombien Nairo Quintana (Movistar), deux des principaux favoris du prochain Tour de France, font figure de têtes d'affiche au départ de cette 39e édition. À l'écart de la pression que l'on peut ressentir sur le Critérium du Dauphiné ou le Tour de Suisse, ils ont choisi pour des raisons diverses de reprendre sur cette Route du Sud, qui fait aussi office de dernière course de préparation avant le Tour. Quintana souhaite retrouver le rythme de la compétition après un stage en altitude au volcan Teide, tandis que Contador espère avoir déjà bien récupéré de son Tour d'Italie victorieux, lui qui avait manqué sa tentative de doublé il y a quatre ans en échouant dans le Tour (5e) après avoir dominé le Giro, résultats qui lui seront ensuite retirés à la révélation de son contrôle positif au clenbutérol lors du Tour de France 2010.

## Étapes
| Étape     | Date    | Villes étapes                |                   | Distance (km) | Vainqueur d’étape | Leader du classement général |
| --------- | ------- | ---------------------------- | ----------------- | ------------- | ----------------- | ---------------------------- |
| 1re étape | 18 juin | Lourdes - Auch               | Étape vallonnée   | 204           | Steven Tronet     | Steven Tronet                |
| 2e étape  | 19 juin | Auch - Saint Gaudens         | Étape vallonnée   | 141           | Bryan Coquard     | Steven Tronet                |
| 3e étape  | 20 juin | Izaourt - Bagnères-de-Luchon | Étape de montagne | 181           | Alberto Contador  | Alberto Contador             |
| 4e étape  | 21 juin | Revel - Gaillac              | Étape vallonnée   | 166           | Bryan Coquard     | Alberto Contador             |

## Déroulement de la course

### 1reétape
| Classement de l'étape | Classement de l'étape     | Classement de l'étape | Classement de l'étape | Classement de l'étape |
|                       | Coureur                   | Pays                  | Équipe                | Temps                 |
| --------------------- | ------------------------- | --------------------- | --------------------- | --------------------- |
| 1er                   | Steven Tronet             | France                | Auber 93              | en 4 h 59 min 41 s    |
| 2e                    | Romain Hardy              | France                | Cofidis               | + 0 s                 |
| 3e                    | Michael Carbel Svendgaard | Danemark              | Cult Energy           | + 0 s                 |
| 4e                    | Quentin Pacher            | France                | Armée de Terre        | + 3 s                 |
| 5e                    | Kristoffer Skjerping      | Norvège               | Cannondale-Garmin     | + 3 s                 |
| 6e                    | Linus Gerdemann           | Allemagne             | Cult Energy           | + 3 s                 |
| 7e                    | Anthony Roux              | France                | FDJ                   | + 3 s                 |
| 8e                    | Rudy Molard               | France                | Cofidis               | + 3 s                 |
| 9e                    | Edwin Ávila               | Colombie              | Colombia              | + 3 s                 |
| 10e                   | Alberto Contador          | Espagne               | Tinkoff Saxo          | + 3 s                 |
| modifier              |                           |                       |                       |                       |

| Classement général | Classement général        | Classement général | Classement général | Classement général |
|                    | Coureur                   | Pays               | Équipe             | Temps              |
| ------------------ | ------------------------- | ------------------ | ------------------ | ------------------ |
| 1er                | Steven Tronet             | France             | Auber 93           | en 4 h 59 min 31 s |
| 2e                 | Romain Hardy              | France             | Cofidis            | + 4 s              |
| 3e                 | Michael Carbel Svendgaard | Danemark           | Cult Energy        | + 6 s              |
| 4e                 | Quentin Pacher            | France             | Armée de Terre     | + 13 s             |
| 5e                 | Kristoffer Skjerping      | Norvège            | Cannondale-Garmin  | + 13 s             |
| 6e                 | Linus Gerdemann           | Allemagne          | Cult Energy        | + 13 s             |
| 7e                 | Anthony Roux              | France             | FDJ                | + 13 s             |
| 8e                 | Rudy Molard               | France             | Cofidis            | + 13 s             |
| 9e                 | Edwin Ávila               | Colombie           | Colombia           | + 13 s             |
| 10e                | Alberto Contador          | Espagne            | Tinkoff Saxo       | + 13 s             |
| modifier           |                           |                    |                    |                    |

### 2eétape
| Classement de l'étape | Classement de l'étape     | Classement de l'étape | Classement de l'étape        | Classement de l'étape |
|                       | Coureur                   | Pays                  | Équipe                       | Temps                 |
| --------------------- | ------------------------- | --------------------- | ---------------------------- | --------------------- |
| 1er                   | Bryan Coquard             | France                | Europcar                     | en 3 h 23 min 25 s    |
| 2e                    | Quentin Jauregui          | France                | AG2R La Mondiale             | m.t                   |
| 3e                    | Armindo Fonseca           | France                | Bretagne-Séché Environnement | m.t                   |
| 4e                    | Romain Hardy              | France                | Cofidis                      | m.t                   |
| 5e                    | Lorrenzo Manzin           | France                | FDJ                          | m.t                   |
| 6e                    | Lasse Norman Hansen       | Danemark              | Cannondale-Garmin            | m.t                   |
| 7e                    | Rudy Molard               | France                | Cofidis                      | m.t                   |
| 8e                    | Miguel Ángel Rubiano      | Colombie              | Colombia                     | m.t                   |
| 9e                    | Enrique Sanz              | Espagne               | Movistar                     | m.t                   |
| 10e                   | Michael Carbel Svendgaard | Danemark              | Cult Energy                  | m.t                   |
| modifier              |                           |                       |                              |                       |

| Classement général | Classement général        | Classement général | Classement général           | Classement général |
|                    | Coureur                   | Pays               | Équipe                       | Temps              |
| ------------------ | ------------------------- | ------------------ | ---------------------------- | ------------------ |
| 1er                | Steven Tronet             | France             | Auber 93                     | en 8 h 22 min 56 s |
| 2e                 | Bryan Coquard             | France             | Europcar                     | + 3 s              |
| 3e                 | Romain Hardy              | France             | Cofidis                      | + 4 s              |
| 4e                 | Michael Carbel Svendgaard | Danemark           | Cult Energy                  | + 6 s              |
| 5e                 | Armindo Fonseca           | France             | Bretagne-Séché Environnement | + 9 s              |
| 6e                 | Rudy Molard               | France             | Cofidis                      | + 13 s             |
| 7e                 | Quentin Pacher            | France             | Armée de Terre               | + 13 s             |
| 8e                 | Linus Gerdemann           | Allemagne          | Cult Energy                  | + 13 s             |
| 9e                 | Lasse Norman Hansen       | Danemark           | Cannondale-Garmin            | + 13 s             |
| 10e                | Edwin Ávila               | Colombie           | Colombia                     | + 13 s             |
| modifier           |                           |                    |                              |                    |

### 3eétape
| Classement de l'étape | Classement de l'étape    | Classement de l'étape | Classement de l'étape        | Classement de l'étape |
|                       | Coureur                  | Pays                  | Équipe                       | Temps                 |
| --------------------- | ------------------------ | --------------------- | ---------------------------- | --------------------- |
| 1er                   | Alberto Contador         | Espagne               | Tinkoff-Saxo                 | en 4 h 48 min 5 s     |
| 2e                    | Nairo Quintana           | Colombie              | Movistar                     | + 13 s                |
| 3e                    | Pierre Latour            | France                | AG2R La Mondiale             | + 35 s                |
| 4e                    | Stéphane Rossetto        | France                | Cofidis                      | + 48 s                |
| 5e                    | Eduardo Sepúlveda        | Argentine             | Bretagne-Séché Environnement | + 48 s                |
| 6e                    | Miguel Ángel Rubiano     | Colombie              | Colombia                     | + 1 min 3 s           |
| 7e                    | Alberto Gallego          | Espagne               | Rádio Popular-Boavista       | + 1 min 58 s          |
| 8e                    | Julien Loubet            | France                | Marseille 13 KTM             | + 2 min 56 s          |
| 9e                    | Frederico Figueiredo     | Portugal              | Rádio Popular-Boavista       | + 2 min 56 s          |
| 10e                   | Pierre-Henri Lecuisinier | France                | FDJ                          | + 2 min 56 s          |
| modifier              |                          |                       |                              |                       |

| Classement général | Classement général   | Classement général | Classement général           | Classement général |
|                    | Coureur              | Pays               | Équipe                       | Temps              |
| ------------------ | -------------------- | ------------------ | ---------------------------- | ------------------ |
| 1er                | Alberto Contador     | Espagne            | Tinkoff-Saxo                 | en 13 h 11 min 4 s |
| 2e                 | Nairo Quintana       | Colombie           | Movistar                     | + 17 s             |
| 3e                 | Pierre Latour        | France             | AG2R La Mondiale             | + 41 s             |
| 4e                 | Stéphane Rossetto    | France             | Cofidis                      | + 58 s             |
| 5e                 | Eduardo Sepúlveda    | Argentine          | Bretagne-Séché Environnement | + 58 s             |
| 6e                 | Miguel Ángel Rubiano | Colombie           | Colombia                     | + 1 min 31 s       |
| 7e                 | Alberto Gallego      | Espagne            | Rádio Popular-Boavista       | + 2 min 8 s        |
| 8e                 | Julien Loubet        | France             | Marseille 13 KTM             | + 3 min 6 s        |
| 9e                 | Frederico Figueiredo | Portugal           | Rádio Popular-Boavista       | + 3 min 6 s        |
| 10e                | Nathan Brown         | États-Unis         | Cannondale-Garmin            | + 3 min 6 s        |
| modifier           |                      |                    |                              |                    |

### 4eétape
| Classement de l'étape | Classement de l'étape | Classement de l'étape | Classement de l'étape        | Classement de l'étape |
|                       | Coureur               | Pays                  | Équipe                       | Temps                 |
| --------------------- | --------------------- | --------------------- | ---------------------------- | --------------------- |
| 1er                   | Bryan Coquard         | France                | Europcar                     | en 3 h 42 min 18 s    |
| 2e                    | Lorrenzo Manzin       | France                | FDJ                          | m.t                   |
| 3e                    | Leonardo Duque        | Colombie              | Colombia                     | m.t                   |
| 4e                    | Steven Tronet         | France                | Auber 93                     | m.t                   |
| 5e                    | Angélo Tulik          | France                | Europcar                     | m.t                   |
| 6e                    | Enrique Sanz          | Espagne               | Movistar                     | m.t                   |
| 7e                    | Louis Verhelst        | Belgique              | Cofidis                      | m.t                   |
| 8e                    | Julien Duval          | France                | Armée de Terre               | m.t                   |
| 9e                    | Armindo Fonseca       | France                | Bretagne-Séché Environnement | m.t                   |
| 10e                   | Anthony Maldonado     | France                | Auber 93                     | m.t                   |
| modifier              |                       |                       |                              |                       |

## Classements finals

### Classement général final
| Classement général final | Classement général final | Classement général final | Classement général final     | Classement général final |
|                          | Coureur                  | Pays                     | Équipe                       | Temps                    |
| ------------------------ | ------------------------ | ------------------------ | ---------------------------- | ------------------------ |
| 1er                      | Alberto Contador         | Espagne                  | Tinkoff-Saxo                 | en 16 h 53 min 22 s      |
| 2e                       | Nairo Quintana           | Colombie                 | Movistar                     | + 17 s                   |
| 3e                       | Pierre Latour            | France                   | AG2R La Mondiale             | + 41 s                   |
| 4e                       | Stéphane Rossetto        | France                   | Cofidis                      | + 1 min 6 s              |
| 5e                       | Eduardo Sepúlveda        | Argentine                | Bretagne-Séché Environnement | + 1 min 6 s              |
| 6e                       | Miguel Ángel Rubiano     | Colombie                 | Colombia                     | + 1 min 31 s             |
| 7e                       | Alberto Gallego          | Espagne                  | Rádio Popular-Boavista       | + 2 min 8 s              |
| 8e                       | Ricardo Vilela           | Portugal                 | Caja Rural-Seguros RGA       | + 3 min 5 s              |
| 9e                       | Frederico Figueiredo     | Portugal                 | Rádio Popular-Boavista       | + 3 min 6 s              |
| 10e                      | Julien Loubet            | France                   | Marseille 13 KTM             | + 3 min 14 s             |
| modifier                 |                          |                          |                              |                          |

### Classements annexes
| Classement par points | Classement par points | Classement par points | Classement par points | Classement par points |
| --------------------- | --------------------- | --------------------- | --------------------- | --------------------- |
|                       | Coureur               | Pays                  | Équipe                | Point(s)              |
| 1er                   | Bryan Coquard         | France                | Europcar              | 40 points             |
| 2e                    | Romain Hardy          | France                | Cofidis               | 40 pts                |
| 3e                    | Steven Tronet         | France                | Auber 93              | 37 pts                |
| modifier              |                       |                       |                       |                       |

| Classement de la montagne | Classement de la montagne | Classement de la montagne | Classement de la montagne | Classement de la montagne |
| ------------------------- | ------------------------- | ------------------------- | ------------------------- | ------------------------- |
|                           | Coureur                   | Pays                      | Équipe                    | Point(s)                  |
| 1er                       | Daniel Martínez           | Colombie                  | Colombia                  | 30 points                 |
| 2e                        | Fabricio Ferrari          | Uruguay                   | Caja Rural-Seguros RGA    | 14 pts                    |
| 3e                        | Loïc Chetout              | France                    | Cofidis                   | 12 pts                    |
| modifier                  |                           |                           |                           |                           |

| Classement du meilleur jeune | Classement du meilleur jeune | Classement du meilleur jeune | Classement du meilleur jeune | Classement du meilleur jeune |
|                              | Coureur                      | Pays                         | Équipe                       | Temps                        |
| ---------------------------- | ---------------------------- | ---------------------------- | ---------------------------- | ---------------------------- |
| 1er                          | Pierre Latour                | France                       | AG2R La Mondiale             | en 16 h 54 min 3 s           |
| 2e                           | Eduardo Sepúlveda            | Argentine                    | Bretagne-Séché Environnement | + 25 s                       |
| 3e                           | Alberto Gallego              | Espagne                      | Rádio Popular-Boavista       | + 1 min 27 s                 |
| modifier                     |                              |                              |                              |                              |

| Classement par équipes | Classement par équipes | Classement par équipes | Classement par équipes |
|                        | Équipe                 | Pays                   | Temps                  |
| ---------------------- | ---------------------- | ---------------------- | ---------------------- |
| 1re                    | Rádio Popular-Boavista | Portugal               | en 50 h 51 min 8 s     |
| 2e                     | AG2R La Mondiale       | France                 | + 15 s                 |
| 3e                     | Caja Rural-Seguros RGA | Espagne                | + 1 min 18 s           |
| modifier               |                        |                        |                        |

### UCI Europe Tour
Cette Route du Sud attribue des points pour l'UCI Europe Tour 2015, par équipes seulement aux coureurs des équipes continentales professionnelles et continentales, individuellement à tous les coureurs sauf ceux faisant partie d'une équipe ayant un label WorldTeam.
| Position,          | 1er | 2e | 3e | 4e | 5e | 6e | 7e | 8e | 9e | 10e | 11e | 12e |
| Classement général | 80  | 56 | 32 | 24 | 20 | 16 | 12 | 8  | 7  | 6   | 5   | 3   |
| Par étape          | 16  | 11 | 6  | 5  | 4  | 2  |    |    |    |     |     |     |
| Leader, par étape  | 8   |    |    |    |    |    |    |    |    |     |     |     |

| Cycliste                  | Équipe                       | Général | Étape | Leader | Total |
| ------------------------- | ---------------------------- | ------- | ----- | ------ | ----- |
| Steven Tronet             | Auber 93                     | -       | 21    | 16     | 37    |
| Bryan Coquard             | Europcar                     | -       | 32    | -      | 32    |
| Stéphane Rossetto         | Cofidis                      | 24      | 5     | -      | 29    |
| Eduardo Sepúlveda         | Bretagne-Séché Environnement | 20      | 4     | -      | 24    |
| Miguel Ángel Rubiano      | Colombia                     | 16      | 2     | -      | 18    |
| Romain Hardy              | Cofidis                      | -       | 16    | -      | 16    |
| Ricardo Vilela            | Caja Rural-Seguros RGA       | 8       | -     | -      | 8     |
| Frederico Figueiredo      | Rádio Popular-Boavista       | 7       | -     | -      | 7     |
| Michael Carbel Svendgaard | Cult Energy                  | -       | 6     | -      | 6     |
| Leonardo Duque            | Colombia                     | -       | 6     | -      | -     |
| Armindo Fonseca           | Bretagne-Séché Environnement | -       | 6     | -      | 6     |
| Julien Loubet             | Marseille 13 KTM             | 6       | -     | -      | 6     |
| Quentin Pacher            | Armée de Terre               | -       | 5     | -      | 5     |
| Angélo Tulik              | Europcar                     | -       | 4     | -      | 4     |
| Linus Gerdemann           | Cult Energy                  | -       | 2     | -      | 2     |

## Évolution des classements
| Étape              | Vainqueur          | Classement général | Classement par points | Classement de la montagne | Classement du meilleur jeune | Classement par équipes |
| ------------------ | ------------------ | ------------------ | --------------------- | ------------------------- | ---------------------------- | ---------------------- |
| 1                  | Steven Tronet      | Steven Tronet      | Steven Tronet         | Daniel Martínez           | Michael Carbel Svendgaard    | Cofidis                |
| 2                  | Bryan Coquard      | Steven Tronet      | Romain Hardy          | Samuel Magalhães          | Bryan Coquard                | Cofidis                |
| 3                  | Alberto Contador   | Alberto Contador   | Romain Hardy          | Daniel Martínez           | Pierre Latour                | Popular-Boavista       |
| 4                  | Bryan Coquard      | Alberto Contador   | Bryan Coquard         | Daniel Martínez           | Pierre Latour                | Popular-Boavista       |
| Classements finals | Classements finals | Alberto Contador   | Bryan Coquard         | Daniel Martínez           | Pierre Latour                | Popular-Boavista       |

## Liste des participants
- Liste de départ complète

| Légende                             | Légende                                                                                                  | Légende                                | Légende                                                                                                  |
| ----------------------------------- | --- | -------------------------------------- | --- |
| Num                                 | Dossard de départ porté par le coureur sur cette Route du Sud                                            | Pos                                    | Position finale au classement général                                                                    |
| Leader du classement général        | Indique le vainqueur du classement général                                                               | Leader du classement par points        | Indique le vainqueur du classement par points                                                            |
| Leader du classement de la montagne | Indique le vainqueur du classement de la montagne                                                        | Leader du classement du meilleur jeune | Indique le vainqueur du classement du meilleur jeune                                                     |
|                                     | Indique un maillot de champion national ou mondial, suivi de sa spécialité                               | #                                      | Indique la meilleure équipe                                                                              |
| NP                                  | Indique un coureur qui n'a pas pris le départ d'une étape, suivi du numéro de l'étape où il s'est retiré | AB                                     | Indique un coureur qui n'a pas terminé une étape, suivi du numéro de l'étape où il s'est retiré          |
| HD                                  | Indique un coureur qui a terminé une étape hors des délais, suivi du numéro de l'étape                   | *                                      | Indique un coureur en lice pour le classement du meilleur jeune (coureurs nés après le 1er janvier 1991) |

| Tinkoff-Saxo TCS               | Tinkoff-Saxo TCS               | Tinkoff-Saxo TCS |
| ------------------------------ | ------------------------------ | ---------------- |
| Num                            | Coureur                        | Pos              |
| 1                              | Alberto Contador (ESP)         | 1er              |
| 2                              | Ivan Basso (ITA)               | 40e              |
| 3                              | Christopher Juul Jensen (DEN)  | 62e              |
| 4                              | Jesús Hernández Blázquez (ESP) | 68e              |
| 5                              | Oliver Zaugg (SUI)             | 106e             |
| 6                              | Sérgio Paulinho (POR)          | 101e             |
| 7                              | Michael Rogers (AUS)           | 25e              |
| 8                              | Ivan Rovny (RUS)               | 90e              |
| Directeur sportif : Patxi Vila |                                |                  |

| AG2R La Mondiale ALM              | AG2R La Mondiale ALM    | AG2R La Mondiale ALM |
| --------------------------------- | ----------------------- | -------------------- |
| Num                               | Coureur                 | Pos                  |
| 11                                | Julien Bérard (FRA)     | 39e                  |
| 12                                | Maxime Daniel (FRA)*    | AB-3                 |
| 13                                | Hubert Dupont (FRA)     | 21e                  |
| 14                                | Patrick Gretsch (GER)   | AB-4                 |
| 15                                | Quentin Jauregui (FRA)* | 83e                  |
| 16                                | Pierre Latour (FRA)*    | 3e                   |
| 17                                | Matteo Montaguti (ITA)  | 18e                  |
| 18                                | Christophe Riblon (FRA) | 28e                  |
| Directeur sportif : Didier Jannel |                         |                      |

| Movistar MOV                                   | Movistar MOV           | Movistar MOV |
| ---------------------------------------------- | ---------------------- | ------------ |
| Num                                            | Coureur                | Pos          |
| 21                                             | Nairo Quintana (COL)   | 2e           |
| 22                                             | Imanol Erviti (ESP)    | 57e          |
| 23                                             | John Gadret (FRA)      | 23e          |
| 24                                             | Alex Dowsett (GBR)     | 92e          |
| 25                                             | Jasha Sütterlin (GER)* | 76e          |
| 26                                             | Dayer Quintana (COL)*  | 32e          |
| 27                                             | Enrique Sanz (ESP)     | 89e          |
| 28                                             | Marc Soler (ESP)*      | 87e          |
| Directeur sportif : José Vicente García Acosta |                        |              |

| FDJ                                  | FDJ                             | FDJ  |
| ------------------------------------ | ------------------------------- | ---- |
| Num                                  | Coureur                         | Pos  |
| 31                                   | Anthony Geslin (FRA)            | 59e  |
| 32                                   | Lorrenzo Manzin (FRA)*          | 80e  |
| 33                                   | Jussi Veikkanen (FIN) (Route)   | 58e  |
| 34                                   | Olivier Le Gac (FRA)*           | 55e  |
| 35                                   | Pierre-Henri Lecuisinier (FRA)* | 12e  |
| 36                                   | Francis Mourey (FRA)            | 31e  |
| 37                                   | Cédric Pineau (FRA)             | AB-3 |
| 38                                   | Anthony Roux (FRA)              | 41e  |
| Directeur sportif : Frédéric Guesdon |                                 |      |

| Cult Energy CLT                  | Cult Energy CLT                  | Cult Energy CLT |
| -------------------------------- | -------------------------------- | --------------- |
| Num                              | Coureur                          | Pos             |
| 41                               | Linus Gerdemann (GER)            | AB-3            |
| 42                               | Rasmus Guldhammer (DEN)          | 24e             |
| 43                               | Karel Hník (CZE)*                | 17e             |
| 44                               | Michael Carbel Svendgaard (DEN)* | 66e             |
| 45                               | Romain Lemarchand (FRA)          | 33e             |
| 46                               | Christian Mager (GER)*           | 97e             |
| 47                               | Mads Pedersen (DEN)*             | AB-4            |
| 48                               | Michael Reihs (DEN)              | 85e             |
| Directeur sportif : Luke Roberts |                                  |                 |

| Murias Taldea MUR                 | Murias Taldea MUR       | Murias Taldea MUR |
| --------------------------------- | ----------------------- | ----------------- |
| Num                               | Coureur                 | Pos               |
| 51                                | Egoitz García (ESP)     | 46e               |
| 52                                | Garikoitz Bravo (ESP)   | 35e               |
| 53                                | Beñat Txoperena (ESP)*  | 44e               |
| 54                                | Eneko Lizarralde (ESP)* | 94e               |
| 55                                | Adrián González (ESP)*  | AB-3              |
| 56                                | Aritz Bagües (ESP)      | 60e               |
| 57                                | Imanol Estévez (ESP)*   | 93e               |
| 58                                | Mikel Bizkarra (ESP)    | 13e               |
| Directeur sportif : Jon Odriozola |                         |                   |

| Cofidis COF                       | Cofidis COF              | Cofidis COF |
| --------------------------------- | ------------------------ | ----------- |
| Num                               | Coureur                  | Pos         |
| 61                                | Yoann Bagot (FRA)        | 38e         |
| 62                                | Loïc Chetout (FRA)*      | 88e         |
| 63                                | Romain Hardy (FRA)       | 69e         |
| 64                                | Rudy Molard (FRA)        | 16e         |
| 65                                | Stéphane Rossetto (FRA)  | 4e          |
| 66                                |                          |             |
| 67                                | Clément Venturini (FRA)* | NP-3        |
| 68                                | Louis Verhelst (BEL)     | 103e        |
| Directeur sportif : Stéphane Augé |                          |             |

| Bretagne-Séché Environnement BSE | Bretagne-Séché Environnement BSE | Bretagne-Séché Environnement BSE |
| -------------------------------- | -------------------------------- | -------------------------------- |
| Num                              | Coureur                          | Pos                              |
| 71                               | Armindo Fonseca (FRA)            | 67e                              |
| 72                               | Anthony Delaplace (FRA)          | 26e                              |
| 73                               | Pierrick Fédrigo (FRA)           | 30e                              |
| 74                               | Daniel McLay (GBR)*              | AB-3                             |
| 75                               | Romain Feillu (FRA)              | AB-3                             |
| 76                               | Jonathan Hivert (FRA)            | AB-4                             |
| 77                               | Benoît Jarrier (FRA)             | AB-3                             |
| 78                               | Eduardo Sepúlveda (ARG)*         | 5e                               |
| Directeur sportif : Roger Tréhin |                                  |                                  |

| Auber 93 AUB                         | Auber 93 AUB             | Auber 93 AUB |
| ------------------------------------ | ------------------------ | ------------ |
| Num                                  | Coureur                  | Pos          |
| 81                                   | César Bihel (FRA)        | 72e          |
| 82                                   | Julien Guay (FRA)        | 75e          |
| 83                                   | Guillaume Levarlet (FRA) | AB-3         |
| 84                                   | Anthony Maldonado (FRA)* | 74e          |
| 85                                   | David Menut (FRA)*       | 102e         |
| 86                                   | Maxime Renault (FRA)     | 99e          |
| 87                                   | Steven Tronet (FRA)      | 64e          |
| 88                                   | Théo Vimpère (FRA)       | 15e          |
| Directeur sportif : Stéphane Javalet |                          |              |

| Marseille 13 KTM M13                    | Marseille 13 KTM M13        | Marseille 13 KTM M13 |
| --------------------------------------- | --------------------------- | -------------------- |
| Num                                     | Coureur                     | Pos                  |
| 91                                      | Clément Saint-Martin (FRA)* | 73e                  |
| 92                                      | Benjamin Giraud (FRA)       | AB-3                 |
| 93                                      | Julien Loubet (FRA)         | 10e                  |
| 94                                      | Alexandre Blain (FRA)       | 65e                  |
| 95                                      | Julien El Fares (FRA)       | 29e                  |
| 96                                      | Yoann Paillot (FRA)*        | 47e                  |
| 97                                      | Clément Penven (FRA)        | AB-3                 |
| 98                                      | Rémy Di Grégorio (FRA)      | 82e                  |
| Directeur sportif : Freddy Lecarpentier |                             |                      |

| Rádio Popular-Boavista # RPB        | Rádio Popular-Boavista # RPB | Rádio Popular-Boavista # RPB |
| ----------------------------------- | ---------------------------- | ---------------------------- |
| Num                                 | Coureur                      | Pos                          |
| 101                                 | Alberto Gallego (ESP)        | 7e                           |
| 102                                 | David Rodrigues (POR)*       | 22e                          |
| 103                                 | Frederico Figueiredo (POR)*  | 9e                           |
| 104                                 | Ricardo Ferreira (POR)*      | 51e                          |
| 105                                 | Daniel Silva (POR)           | 79e                          |
| 106                                 | Nuno Bico (POR)*             | 54e                          |
| 107                                 |                              |                              |
| 108                                 | Samuel Magalhães (POR)*      | AB-3                         |
| Directeur sportif : José dos Santos |                              |                              |

| Europcar EUC                          | Europcar EUC              | Europcar EUC |
| ------------------------------------- | ------------------------- | ------------ |
| Num                                   | Coureur                   | Pos          |
| 111                                   | Angélo Tulik (FRA)        | 56e          |
| 112                                   | Yukiya Arashiro (JPN)     | 100e         |
| 113                                   | Giovanni Bernaudeau (FRA) | 105e         |
| 114                                   | Bryan Coquard (FRA)*      | 52e          |
| 115                                   | Jérôme Cousin (FRA)       | 50e          |
| 116                                   | Fabrice Jeandesboz (FRA)  | 36e          |
| 117                                   | Cyril Gautier (FRA)       | NP-2         |
| 118                                   | Yohann Gène (FRA)         | 84e          |
| Directeur sportif : Dominique Arnould |                           |              |

| Colombia COL                        | Colombia COL               | Colombia COL |
| ----------------------------------- | -------------------------- | ------------ |
| Num                                 | Coureur                    | Pos          |
| 121                                 | Edwin Ávila (COL)          | 53e          |
| 122                                 | Camilo Castiblanco (COL)   | 95e          |
| 123                                 | Miguel Ángel Rubiano (COL) | 6e           |
| 124                                 | Fabio Duarte (COL)         | 20e          |
| 125                                 | Leonardo Duque (COL)       | 49e          |
| 126                                 | Daniel Martínez (COL)*     | 48e          |
| 127                                 | Cayetano Sarmiento (COL)   | 86e          |
| 128                                 | Sebastián Molano (COL)*    | HD-2         |
| Directeur sportif : Valerio Tebaldi |                            |              |

| Caja Rural-Seguros RGA CJR             | Caja Rural-Seguros RGA CJR | Caja Rural-Seguros RGA CJR |
| -------------------------------------- | -------------------------- | -------------------------- |
| Num                                    | Coureur                    | Pos                        |
| 131                                    | David Arroyo (ESP)         | 14e                        |
| 132                                    | Heiner Parra (COL)*        | 42e                        |
| 133                                    | Antonio Molina (ESP)*      | 63e                        |
| 134                                    | Ángel Madrazo (ESP)        | 19e                        |
| 135                                    | Ricardo Vilela (POR)       | 8e                         |
| 136                                    | Héctor Sáez (ESP)*         | 98e                        |
| 137                                    | Fabricio Ferrari (URU)     | 45e                        |
| 138                                    | Javier Aramendia (ESP)     | 104e                       |
| Directeur sportif : Eugenio Goikoetxea |                            |                            |

| Armée de Terre ADT                      | Armée de Terre ADT    | Armée de Terre ADT |
| --------------------------------------- | --------------------- | ------------------ |
| Num                                     | Coureur               | Pos                |
| 141                                     | Yoann Barbas (FRA)    | 27e                |
| 142                                     | Jérôme Mainard (FRA)  | 78e                |
| 143                                     | Quentin Pacher (FRA)* | 71e                |
| 144                                     | Romain Combaud (FRA)* | 81e                |
| 145                                     | Fabien Canal (FRA)    | 43e                |
| 146                                     | Yann Guyot (FRA)      | 96e                |
| 147                                     | Romain Le Roux (FRA)* | AB-3               |
| 148                                     | Julien Duval (FRA)    | 91e                |
| Directeur sportif : David Lima da Costa |                       |                    |

| Cannondale-Garmin TCG                | Cannondale-Garmin TCG       | Cannondale-Garmin TCG |
| ------------------------------------ | --------------------------- | --------------------- |
| Num                                  | Coureur                     | Pos                   |
| 151                                  | Ryder Hesjedal (CAN)        | 61e                   |
| 152                                  | Nathan Brown (USA)*         | 11e                   |
| 153                                  |                             |                       |
| 154                                  | Lasse Norman Hansen (DEN)*  | 70e                   |
| 155                                  | Ted King (USA)              | 77e                   |
| 156                                  |                             |                       |
| 157                                  | Kristoffer Skjerping (NOR)* | 34e                   |
| 158                                  | Davide Villella (ITA)*      | 37e                   |
| Directeur sportif : Eric Van Lancker |                             |                       |